# Сумцы
Сумцы (укр. Сумці) — село, 
Михайловский сельский совет,
Первомайский район,
Харьковская область.
Код КОАТУУ — 6324585508. Население по переписи 2001 года составляет 83 (35/48 м/ж) человека.

## Географическое положение
Село Сумцы находится на левом берегу реки Кисель,
выше по течению на расстоянии в 3 км расположено село Новотроицкое (Балаклейский район),
ниже по течению на расстоянии в 1 км расположено село Берестки.

## История
- 1750 — дата основания.

## Экономика
- Молочно-товарная ферма.